# Hrabia Rochford
Hrabiowie Rochford 1. kreacji (parostwo Anglii)
- 1695–1708: William Henry Nassau de Zuylestein, 1. hrabia Rochford
- 1708–1710: William Henry Nassau de Zuylestein, 2. hrabia Rochford
- 1710–1738: Frederick Nassau de Zuylestein, 3. hrabia Rochford
- 1738–1781: William Henry Nassau de Zuylestein, 4. hrabia Rochford
- 1781–1830: William Henry Nassau de Zuylestein, 5. hrabia Rochford